# Moses Ogbu
Moses Ogbu (sinh ngày 7 tháng 2 năm 1991) là một cầu thủ bóng đá người Nigeria thi đấu cho IK Sirius.